# 茶の間の新聞
茶の間の新聞（ちゃのまのしんぶん）は、毎週月曜 - 土曜15時のCBCラジオの定時ニュースタイトルである。月曜～金曜は「北野誠のズバリ」、土曜は「若狭敬一のスポ音」の1コーナーとして放送されている（中日ドラゴンズ戦のデーゲーム中継がある場合は休止）。大須ういろの一社提供だったが、2020年3月31日をもって提供スポンサーとCMが終了となった。

## 概要
1950年代から現在に至るまで、当該時間帯のニュースに、このタイトルが付けられている。
15時の時報CMのあとに、「わーい、3時だ、大須ういろの時間だぁ」という男児の声と大須ういろのCMが流れる。現在は「一番はじめは一宮…」で始まる手毬歌のバックが入るCMの後、この番組が始まるという形になっている。かつては「ボーン、ボーン、ボーンと時計がみっつぅ…」で始まる、大須ういろのCMソングが流れていた。
前述のとおり、「二つの赤いちょうちんの、大須ういろがお送りする（した）、茶の間の新聞です（でした）」というアナウンスメントが定番となっていた、大須ういろの一社提供番組であった。後に同社は提供スポンサーとCMから離れて、同枠は長らくノンスポンサーの状態が続いた。2018年4月から同社の提供が復活した。しかし、大須ういろの広告宣伝の見直しにより2020年3月31日をもって提供スポンサーとCMから撤退をした。
番組の中身は普通の中日新聞ニュースであり、他の時間帯の定時ニュースと変わりはない。また、2009年4月6日から2012年3月30日まで放送していた「ごごイチ」ではスタジオにニュース担当アナが入り、ニュースの後でパーソナリティーがコメントを述べていた（現在は平日版・土曜版ともにCBCニュースセンター内・ラジオニュースブースから放送）。
但し1990年代までは、当該時間までに入った主なニュースの項目を冒頭に読み上げ（今でいうヘッドラインニュースのような形）、その後は冒頭の項目とは関係のない、新聞で言う「囲み記事」のような軟らかい話題で締めるのが通例となっていた。すなわち定時ニュースとは趣を異にする構成となっていた。また通常ニュースを2本ほど流した後にその他のニュースをBGMつきヘッドライン形式で流した時代もある。
因みに東海ラジオ（CBCと同じ中日新聞系のラジオ局）でも、15時の時報の後に、前述と同様の形で大須ういろのCMが流れており、過去には1990年代にFM AICHIでも15時の時報の後に流れていた。FM AICHIでもこのジングルの後、大須ういろ提供のニュースを流していた時期もある。